# Uwe Timm
Uwe Timm (* 30. března 1940, Hamburg) je německý spisovatel. Za své rozsáhlé dílo obdržel řadu ocenění. Kromě románů pro dospělé napsal též knihy pro děti či filmové a rozhlasové scénáře. Populární se i díky svému zfilmování stal Timmův příběh o prasátku Rudim. V české distribuci je film k dispozici pod názvem Rudi - prasátko závodník, knižní předloha snímku do češtiny zatím přeložena nebyla.

## Život
Uwe Timm se narodil roku 1940 v Hamburku do rodiny vlastníka obchodu s kožešinami. Po škole se vyučil kožešníkem a převzal po zesnulém otci jeho obchod. Roku 1963 dodatečně složil maturitu. V letech 1966–1967 pobýval v rámci studijního pobytu v Paříži. Poté studoval do roku 1971 v Mnichově filozofie a germanistiku. Studia zakončil prací o Albertu Camusovi nazvanou Das Problem der Absurdität bei Albert Camus (Problém absurdity u Alberta Camuse).
V pohnutém období 1967/68 byl Timm politicky činný v Socialistickém německém svazu studentů (SDS) a byl tak jedním z účastníků a spoluiniciátorů západoněmeckého studentského hnutí.
Na počátku 70. let též krátce studoval sociologii a národní hospodářství.
Od roku 1971 je spisovatelem na volné noze.

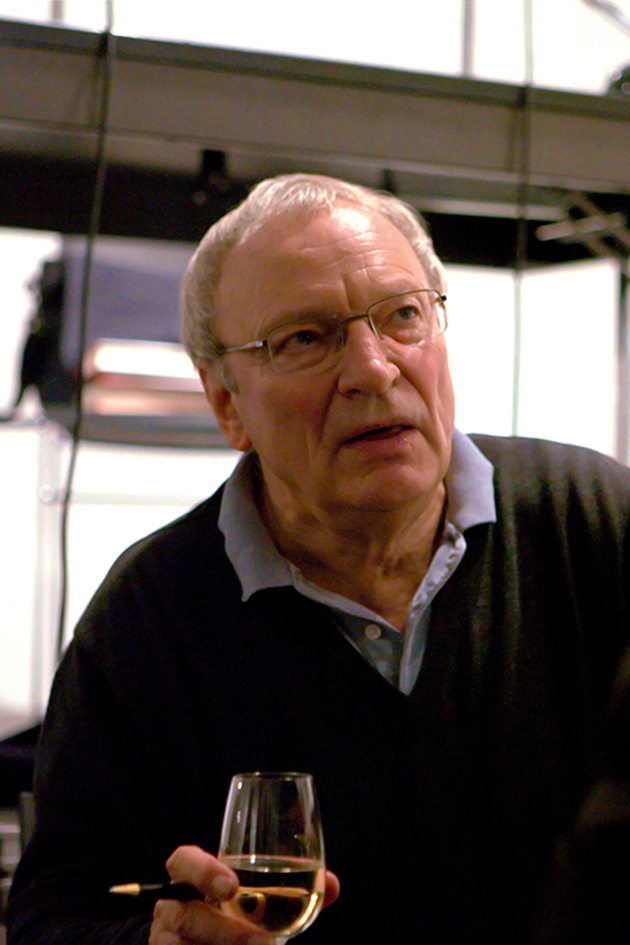
Uwe Timm

Uwe Timm žije v Berlíně a Mnichově.

## Ocenění (výběr)
- 1979 Stipendium při Brémské literární ceně za Morengu
- 1989 Literární cena města Mnichova
- 1990 Německá cena za literaturu pro mládež za Rennschwein Rudi Rüssel
- 1996 Bavorská filmová cena (cena za dětský film) za Rennschwein Rudi Rüssel
- 2001 Cena Tukan za Rot
- 2001 Velká literární cena Bavorské akademie krásných umění
- 2002 Literární cena města Mnichova
- 2002/03 Bergenský městský písař
- 2003 Schubartova literární cena
- 2003 Cena Erika Regera
- 2006 Literární cena Jakoba Wassermanna
- 2006 Premio Napoli za Rot
- 2006 Premio Mondello za Rot
- 2009 Cena Heinricha Bölla
- 2009 Docentura Heinricha Heineho
- 2012 Medaile Carla Zuckmayera
- 2013 Kulturní čestná cena zemského hlavního města Mnichova

## Dílo

### Próza
- Heißer Sommer (1974), román
- Morenga (1978), román o Jakobovi Morengovi
- Kerbels Flucht (1980), román
- Die Zugmaus (1981), kniha pro děti
- Die Piratenamsel (1983, přepr. 1991), kniha pro děti
- Der Mann auf dem Hochrad (1984), román
- Der Schlangenbaum (1986), román
- Rennschwein Rudi Rüssel (1989), román pro děti
- Vogel, friss die Feige nicht (1989)
- Kopfjäger (1991), román
- Die Entdeckung der Currywurst (1993), novela
- Der Schatz auf Pagensand (1995)
- Johannisnacht (1996), román
- Nicht morgen, nicht gestern (1999), povídky
- Rot (2001), román
- Am Beispiel meines Bruders (2003), román
- Der Freund und der Fremde (2005), román
- Halbschatten (2008), román
- Freitisch (2011), novela
- Vogelweide (2013), román

### Poezie
- Widersprüche (1971), básně
- Wolfenbüttlerstr. 57 (1977), básně

### Eseje a další publicistické texty
- Die deutschen Kolonien (1981), soubor fotografií
- Erzählen und kein Ende(1993), přednášky
- Von Anfang und Ende. Über die Lesbarkeit der Welt (2009), frankfurtské přednášky o poetice
- Am Beispiel eines Lebens (2010), autobiografické texty
- Montaignes Turm (2015), eseje

### Zfilmované texty a scénáře pro film
- Kerbels Flucht, režie: Erwin Keusch, 1984
- Morenga, televizní hra, režie: Egon Günther, 1985
- Der Flieger, televizní film, režie: Erwin Keusch, 1987
- Rennschwein Rudi Rüssel, režie: Peter Timm, 1995
- Die Bubi-Scholz-Story, režie: Roland Suso Richter, 1997
- Eine Hand voll Gras, režie: Roland Suso Richter, 2000

### Rozhlasové hry a audioknihy
- Herbert oder die Vorbereitung auf die Olympiade, 1972
- Die Steppensau, 1972
- Lauschangriff, 1984 (WDR)
- Die Piratenamsel, 1994 (Süddeutscher Rundfunk)
- Am Beispiel meines Bruders, 2003 (Random House Audio)
- Rot, 2009 (Norddeutscher Rundfunk)

### České překlady
- Horké léto, překlad Zuzana Krejčová, Svoboda, Praha, 1978
- Morenga, překlad Růžena Grebeníčková, Svoboda, Praha, 1981
- Na příkladu mého bratra, překlad Vlastimil Dominik, Doplněk, Brno, 2011

Knihy Uweho Timma byly též přeloženy do angličtiny, francouzštiny, italštiny, dánštiny, norštiny či nizozemštiny.